# 富山県道280号井波福野線
富山県道280号井波福野線（とやまけんどう280ごう いなみふくのせん）は、富山県南砺市内を通る一般県道（富山県道）である。

## 概要

### 路線データ
- 起点：富山県南砺市井波1992[1]（国道471号交点）
- 終点：富山県南砺市福野町1702[1]（＝富山県道279号安居福野線上）

## 歴史
- 1960年（昭和35年）4月23日：路線認定[1][2]。

## 地理

### 通過する自治体
- 富山県南砺市

### 接続する道路
- 国道471号、富山県道21号井波城端線（南砺市井波：起点）
- 富山県道27号金沢井波線（南砺市井波）
- 富山県道371号本町高木出線（南砺市本町・六角堂交差点）
- 富山県道370号富山庄川小矢部自転車道線（南砺市山見）
- 国道471号（南砺市坪野・坪野交差点）
- 国道156号（南砺市岩屋・岩屋交差点）
- 国道471号、富山県道279号安居福野線（南砺市百町・百町交差点）
- 富山県道277号福野城端線（富山県道279号安居福野線重複）（南砺市福野・田中町交差点）
- 富山県道71号池尻福野線、富山県道277号福野城端線（富山県道279号安居福野線重複）（南砺市福野・上町交差点）
- 富山県道20号砺波福光線、富山県道71号池尻福野線（富山県道279号安居福野線重複）（南砺市福野・横町交差点）
- 富山県道279号安居福野線（南砺市福野：終点）

### 周辺
- 南砺市立井波中学校
- 井波ショッピングセンターアスモ
- 東洋紡 井波工場
- 大建工業 本店
  - 井波大建工業
- 南砺警察署 井波幹部交番
- 富山県立南砺福野高等学校
- JR城端線
- 南砺市立福野中学校
- 南砺警察署 福野交番
- 砺波信用金庫 本店
- コマツNTC
  - 本社・富山工場
  - 本社・福野工場
- ファブリカトヤマ
  - 福野第1工場
- 南砺市福野児童センター アルカス